# 일프와 페트로프

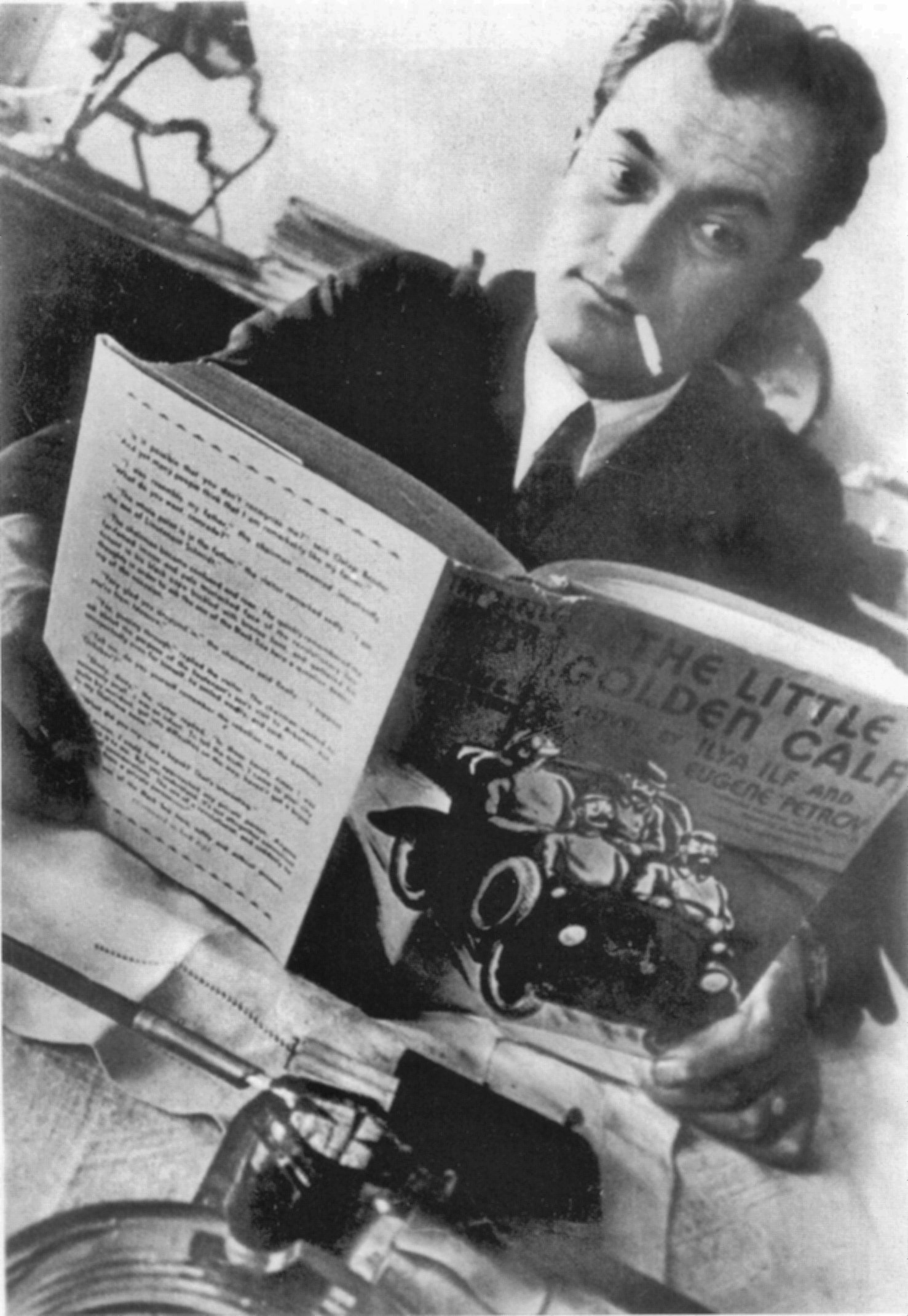
에브게니 페트로프는 소설 '황금 송아지'를 영어로 번역하여 읽었다.

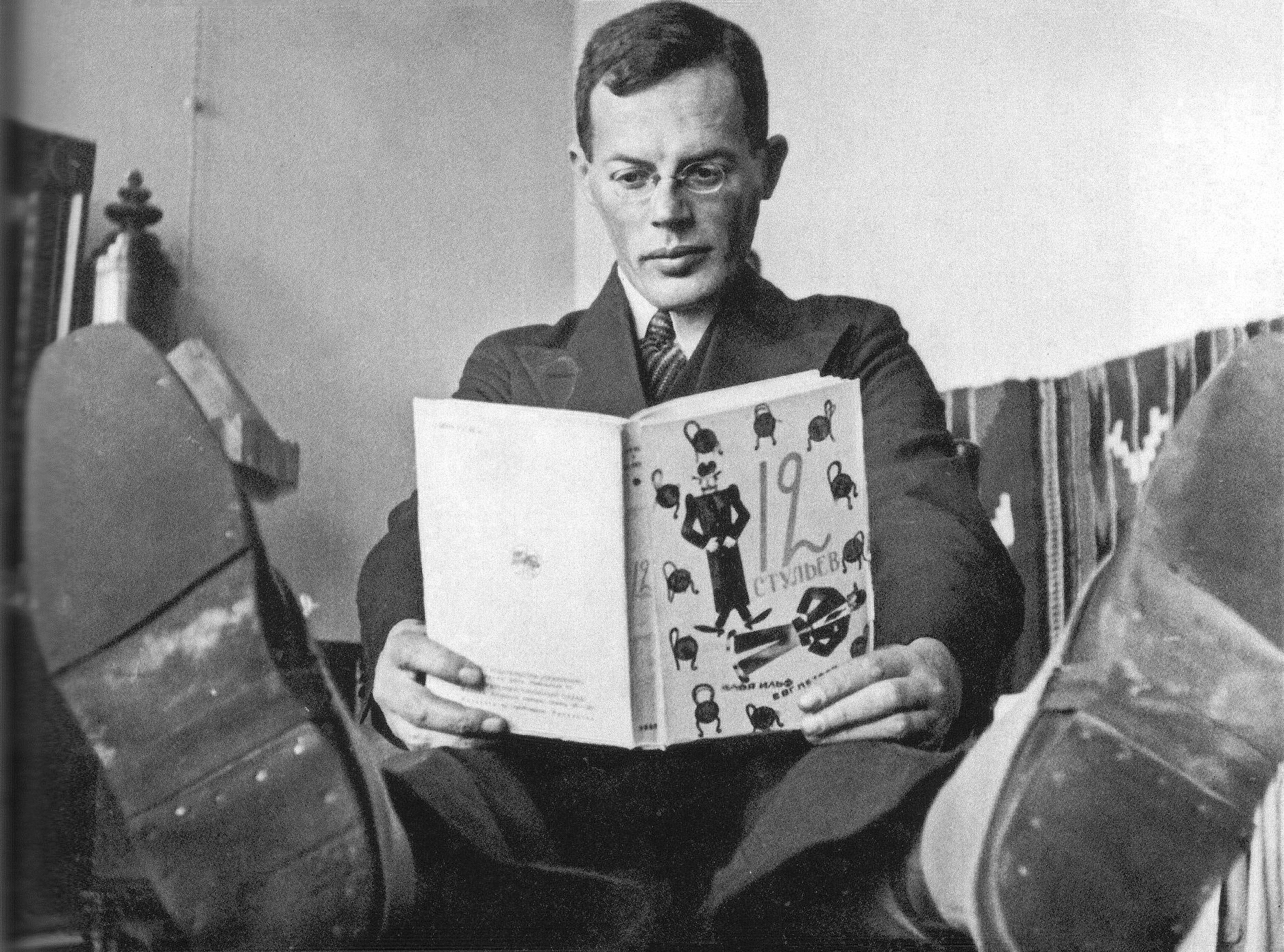
일리야 일프는 소설 '열두 개의 의자'를 읽는다.

일리야 일프(Ilya Arnoldovich Feinsilberg, 러시아어: Илья Арнольдович Файнзильберг, 1897–1937)와 예브게니 페트로프(Yevgeniy Petrovich Katayev, 러시아어: Евгений Петрович Катаев, 1902–1942)는 1920~30년대 소비에트 연방의 산문 작가 두 명으로, 주로 공동으로 작품을 집필했으며, 거의 항상 "일프와 페트로프(Ilf and Petrov)"라는 이름으로 함께 언급된다. 두 사람 모두 오데사 출신이다.
이 듀오는 소련 시대에서 가장 인기 있는 풍자 작가들이었다고 평가받으며, ‘오데사 학파’ 유머 작가들의 대표자로 꼽힌다. 또한 이사크 바벨, 레오니드 우쵸소프 등과 함께, 유대인 출신으로서 오데사 출신의 저명한 문화 인사들 중 하나로 여겨지며, 유대인의 거주를 제한했던 거주 지대 제도의 철폐 이후 소련 수도로 이주하여 활동했다.

## 출판물
일프와 페트로프는 두 권의 풍자 소설로 큰 명성을 얻었다. 첫 번째 작품은 1928년작『12개의 의자』(The Twelve Chairs)이고, 그 속편인 1931년작『작은 황금 송아지』(The Little Golden Calf)이다. 이 두 작품은 주인공인 오스타프 벤더(Ostap Bender)를 중심으로 연결되는데, 그는 쉽게 잡히지 않는 재산을 쫓는 사기꾼이다. 두 책 모두 벤더와 그의 동료들이 당대 소비에트 현실 속에서 보물을 찾아 나서는 모험을 다루고 있다. 이 소설들은 1920년대의 상대적으로 자유로운 시기였던 소비에트 신경제정책(New Economic Policy, NEP) 시대를 배경으로 쓰여졌다.
주인공들은 비교적 느슨해 보이는 법 집행기관과의 접촉을 피하는 경향이 있으며, 조직적이고 목표 지향적이며 생산적인 소비에트 사회의 밖에 서 있는 존재로 그려진다. 이러한 위치는 작가들이 사회의 덜 매력적이고 덜 사회주의적인 측면을 비판하고 풍자할 수 있는 좋은 출발점이 되기도 한다. 이 두 작품은 러시아 문화에서 가장 널리 읽히고 인용되는 책들 중 하나이다. 『12개의 의자』는 약 20편의 영화로 각색되었는데, 소련에서는 레오니트 가이다이와 마르크 자하로프가, 미국에서는 특히 멜 브룩스가 각색했으며, 다른 여러 나라에서도 영화로 만들어졌다.
1920년대 후반부터 1937년까지 두 작가는 여러 희곡과 각본을 썼으며, 잡지 『Chudak』, 『30일』, 『Krokodil』, 『Ogoniok』과 신문 『프라우다』, 『Literaturnaya Gazeta』에 수많은 유머 단편과 풍자 기사를 발표했다. 공동 작업 초기에는 일프와 페트로프가 자신들의 이야기를 풍자적인 필명으로 발표했는데, 예를 들어 톨스토예프스키(가명: 톨스토이와 도스토예프스키의 이름을 합성), 돈 부실리오(Don Busilio, 오페라 『세비야의 이발사』의 돈 바실리오와 러시아어 ‘busa’(소란, 스캔들)에서 따온 이름), 콜드 철학자(Cold philosopher) 등이 있었다.
두 작가는 대공황 시기의 미국을 여행하기도 했다. 일프는 여행 내내 많은 사진을 찍었고, 두 작가는 이를 바탕으로 「미국 사진(American Photographs)」이라는 사진 에세이를 제작해 잡지 『오고니옥(Ogoniok)』에 발표했다. 그로부터 얼마 지나지 않아 그들은 『Одноэтажная Америка』(직역하면 ‘단층의 미국’)라는 책을 출간했는데, 이는 『작은 황금 송아지(The Little Golden Calf)』를 연상시키는 제목인 『작은 황금의 미국(Little Golden America)』으로 번역된다. 초판에는 일프가 찍은 사진들이 포함되어 있지 않았다. 이 사진 에세이와 책 모두 그들의 모험을 특유의 유머와 장난기 넘치는 시선으로 기록하고 있다. 특히 일프와 페트로프는 이 작품들에서 미국 생활의 여러 측면을 칭찬하는 데도 주저하지 않았지만, 동시에 다른 부분들에 대해서는 강하게 비판하기도 했다. 제목은 다음과 같은 묘사에서 비롯되었다.
미국은 주로 1층 또는 2층 건물로 이루어진 나라이다. 미국 인구의 대부분은 3,000명, 혹은 5,000명, 9,000명, 15,000명 정도의 소도시에 살고 있다.
블라디미르 나보코프는 이들을 “놀라울 정도로 재능 있는 작가들”이라고 평가했다.
일프는 미국에서 돌아온 지 몇 달 만에 결핵으로 사망했다. 페트로프는 제2차 세계대전 당시 전선 특파원으로 활동했으며, 세바스토폴 전투를 취재한 후 모스크바로 돌아가던 비행기가 대공포를 피하기 위해 저공비행하던 중 추락하여 사망했다.

## 대본 작성자들
- 여자 아첨꾼 – 희극 연극 (1930년, 「Подхалимка」)[9]
- 막사 – 각본 (1931년, 「Барак」)[10]
- 강한 감정 – 보드빌(희극극) (1933년, 「Сильное чувство」)[11]

- 서커스 돔 아래에서 – 희극 연극 (1934년, 발렌틴 카타예프와 공동 집필, 「Под куполом цирка」)[12]

## 문화
1982년 소련의 천문학자 뤼드밀라 게오르기예브나 카라치키나가 발견한 소행성 3668 Ilfpetrov는 일프와 페트로프의 이름을 따서 명명되었다.

## 참고 문헌
- Двенадцать стульев [『12개의 의자』] (러시아어 원문), 1928년
- The Twelve Chairs, Northwestern University Press, 1997년, ISBN 0-8101-1484-4
- Золотой теленок [『작은 황금 송아지』], 1931년
- Одноэтажная Америка [『단층의 미국』], 1937년
- Ilf, Ilya; Petrov, Eugene (1974) [1937], Little Golden America, Ishi Press International, ISBN 4871876748[7]
- Shrayer, Maxim D. (2018). "Ilya Ilf (1897–1937) and Evgeny Petrov (1903–1942)". Voices of Jewish-Russian Literature: an Anthology. Academic Studies Press. pp. 349–362. ISBN 978-1-61811-792-2. OCLC 1121369372.
- Smith, Alexandra (2003). "Il'ia Il'f (1897년 10월 15일 – 1937년 4월 13일) and Evgenii Petrov (1903년 12월 13일 – 1942년 7월 2일)". In Rydel, Christine (ed.). Russian prose writers between the world wars. Dictionary of Literary Biography. Vol. 272. Gale. OCLC 941455049.
- Wolf, Erika (편집) (2006). Ilf & Petrov's American Road Trip: The 1935 Travelogue of Two Soviet Writers. 번역: Anne O. Fisher. 뉴욕: Cabinet Books and Princeton Architectural Press. ISBN 1-56898-600-9. (『오고니옥』 잡지에 연재된 11부작 사진 에세이 "American Photographs" 번역본

## 참조
1. ↑  Smith, Alexandra (2003). “Russian prose writers between the world wars | WorldCat.org”. 2025년 5월 16일에 확인함.
2. ↑  Sabatos, Charles (2001년 4월). “Crossing the “Exaggerated Boundaries” of Black Sea Culture: Turkish Themes in the Work of Odessa Natives Ilf and Petrov”. 《New Perspectives on Turkey》 (영어) 24: 83–104. doi:10.1017/S0896634600003502. ISSN 0896-6346.
3. ↑  “City of rogues and schnorrers : Russia's Jews and the myth of old Odessa | WorldCat.org”. 2025년 5월 16일에 확인함.
4. ↑  Fowler, Mayhill Courtney (2017). “Beau monde on empire's edge : state and stage in Soviet Ukraine | WorldCat.org”. 2025년 5월 16일에 확인함.
5. ↑  “Произведения Ильфа и Петрова” (러시아어). 2024년 10월 3일.
6. ↑  Ogoniok magazine: 1936, # 11-17, 20-23 (11 photo essays: Ilf's photos, Ilf and Petrov's texts).
7. ↑  Ilf, Ilya; Petrov, Eugene (1937). Little Golden America (PDF). New York: Farrar & Rinehart.
8. ↑  Golla, Robert (2017년 4월 6일). 《Conversations with Vladimir Nabokov》 (영어). Univ. Press of Mississippi. ISBN 978-1-4968-1098-4.
9. ↑  The play is staged at the Moscow music hall in 1930.
10. ↑  The comedy Black Barrack was released in 1933..
11. ↑  The play was staged at the Moscow Satire Theatre in 1933.
12. ↑  Schmadel, Lutz D (2003). Dictionary of Minor Planet Names (5th ed.). New York: Springer Verlag. p. 308. ISBN 3-540-00238-3.